# Aaron Stanford
Aaron Stanford, (født 27. december 1976 i Westford, Massachusetts, USA) er en amerikansk skuespiller, bedste kendt for sin rolle som Pyro X-Menfilmserien og som Doug Bukowski i genindspilningen The Hills Have Eyes fra 2006.

## Tidlige liv
Stanford blev født i Westford i Massachusetts, søn af Judith, en engelsklærerinde, og Don Stanford, der arbejdede i et bogtrykkeri. Han gik på State University of New York i Purchase i New York, men skiftede hurtigt til Rutgers University Mason Gross School of Arts. Han bestod i 2000 Summa cum laude.

## Karriere
Stanford's første store filmrolle var i lavbudgets filmen Tadpole (2002), hvor han spillede den 15-årige Oscar Grubman, der er forelsket i sin stedmor, spillet af Sigourney Weaver. Under optagelserne (2000) var han 23 år gammel. For denne medvirken tilegnede han sig en nomination til Golden Satellite Award. I 2001 og 2002 optrådte han adskillige gange i fjernsynserien Third Watch som den russiske teenager Sergei. I samme år blev han kåret som en af Daily Variety's "Top Ten Actors to Watch" og på Entertainment Weekly's "It List". I 2004 optrådte han i Christopher Shinn's stykke "Where Do We Live" på Vineyard Theatre. Stanford medvirkede også som Anthony LaPaglia's søn i filmen Winter Solstice fra 2004. 
Filminstruktøren Bryan Singer var imponeret over Stanfords optræden i Tadpole, og castede ham i rollen som Pyro storfilmen X2 (2003, efterfølgeren til X-Men. Han genoptog rollen i den 3. i rækken, X-Men: The Last Stand i 2005. Begge film er baseret på Marvel Comics serien X-Men.

## Filmografi
| År      | Titel                        | Rolle                     | Noter    |
| ------- | ---------------------------- | ------------------------- | -------- |
| 2002    | 25th Hour                    | Marcuse                   |          |
| 2002    | Hollywood Ending             | Actor                     |          |
| 2002    | Tadpole                      | Oscar Grubman             |          |
| 2003    | Rick                         | Duke                      |          |
| 2003    | X2                           | John Allerdyce/Pyro       |          |
| 2004    | Spartan                      | Michael Blake             |          |
| 2004    | Winter Solstice              | Gabe Winters              |          |
| 2005    | Runaway                      | Michael Adler             |          |
| 2005    | Standing Still               | Rich                      |          |
| 2006    | X-Men: The Last Stand        | John Allerdyce/Pyro       |          |
| 2006    | Live Free or Die             | John "Rugged" Rudgate     |          |
| 2006    | The Hills Have Eyes          | Doug Bukowski             |          |
| 2007    | Flakes                       | Neal Downs                |          |
| 2007    | The Cake Eaters              | Dwight "Beagle" Kimbrough |          |
| 2007    | Traveler                     | Will Traveler             | Tv-serie |
| 2008    | Holy Money                   | Anthony                   |          |
| 2008    | Call of Duty: World at War   | Private Polonsky          | Stemme   |
| 2008    | How I Got Lost               | Andrew Peterson           |          |
| 2009    | Law & Order: Criminal Intent | Josh Snow                 | Tv-serie |
| 2009    | Mad Men                      | Horace Cook Jr.           | Tv-serie |
| 2010-13 | Nikita                       | Seymour Birkhoff          | Tv-serie |
| 2015    | 12 Monkeys                   | James Cole                | Tv-serie |